# Terre Blanche
Terre Blanche es una localidad de Santa Lucía que forma parte del distrito de Soufrière.